# Joaquín García Cabrera
Joaquín García Cabrera (s. XIX - 31 d'agost de 1936, Màlaga) fou un polític monàrquic espanyol que fou regidor de l'ajuntament de Màlaga i governador civil de les Illes Balears durant la Segona República.
Estudià dret i es doctorà. Era membre de l'Esquerra Liberal Dinàstica i el 1931, sota el regnat d'Alfons XIII, es presentà a les eleccions municipals pel districte cinquè de Màlaga amb la Coalició Monàrquica i fou elegit regidor. Posteriorment fou nomenat governador civil de les Illes Balears el desembre de 1935, però dimití el febrer de 1936 quan triomfà a nivell estatal el Front Popular. Fou assassinat, després de l'alçament militar contra la Segona República, el 31 d'agost de 1936 a Màlaga per un grup d'incontrolats, probablement vinculat a la FAI.